# Aloe steudneri
Aloe steudneri es una especie de planta suculenta de la familia de los aloes. Es originaria de Eritrea y Etiopía.

## Descripción
Tiene las hojas lanceoladas, y la inflorescencia con pedúnculo robusto, ramificada, bracteada la base; en forma de racimos largos, cilíndricos, moderadamente densos; pedicelos de aproximadamente 1 mm de largo, gruesos y curvados en el ápice.

## Taxonomía
Aloe steudneri fue descrita por Georg August Schweinfurth y publicado en Bull. Herb. Boissier 2(2): 73, en el año 1894.
Etimología
Ver: Aloe